# خايمي (دوق مدريد)
خايمي (بالإسبانية: Jaime de Borbón y Borbón-Parma) (27 يونيو 1870 - 2 أكتوبر 1931) كان دوق مدريد من 18 يوليو 1909 حتى وفاته في 2 أكتوبر 1931.